# Болеслав Берут
Болеслав Берут (пол. Bolesław Bierut, псевдоніми Яно́вський, Іваню́к, То́маш, Бенько́вський, Рутко́вський, * 18 квітня 1892, с. Рури Єзуїтське біля Любліна, Російська імперія — 12 березня 1956, Москва) — польський політичний і державний діяч прорадянського спрямування. Перший і єдиний президент ПНР. Агент НКВД. Берут, людина-самоучка, з повним знанням і залізною рішучістю, прагнув впровадити в Польщі гнітючу сталіністську систему. Проте, разом з Владиславом Гомулкою, його головним суперником, Берут несе головну відповідальність за історичні зміни, які відбулися в Польщі після Другої світової війни. На відміну від будь-яких своїх комуністичних спадкоємців, Берут правив Польщею до своєї смерті.

## Біографія
Отримав середню освіту.
З 1912 брав участь у лівацькому революційному русі, будучи членом ПСП — лівиці.
З грудня 1918 — член комуністичної партії Польщі (КПП).
У 1915—1923 — активіст профспілок кооперативів Польщі, потім — у КПП.
У 1923-1924 — член Виконавчого комітету окружної парторганізації в Заглембу-Домбровському.
У 1928 емігрував до СРСР, де з 1930 — слухач Міжнародної ленінської школи в Москві. Берута завербувало НКВС, після цього його переправлено для агентурної роботи в Австрію, потім Чехословаччину й Болгарію (1930—1932). За шпигунство та диверсійну діяльність засуджено до 7-ми років ув'язнення, але 1938 звільнено за амністією; втік до СРСР.
У 1939-1941 роках працював на окупованих територіях Польщі у структурах НКВС.
У роки Другої світової війни — один із послідовних сталіністів, ідеолог окупації Польщі та нав'язування країні радянського державного ладу. За рознарядкою НКВС СРСР, його включено в керівні органи Польської робітничої партії (ПРП, 1942). Вів підривну роботу на території Білорусі.
У 1943 закинуто на територію Польщі, що перебувала під контролем Німеччини. Працює над створенням мережі шпигунів-сталіністів.

## Партійна кар'єра

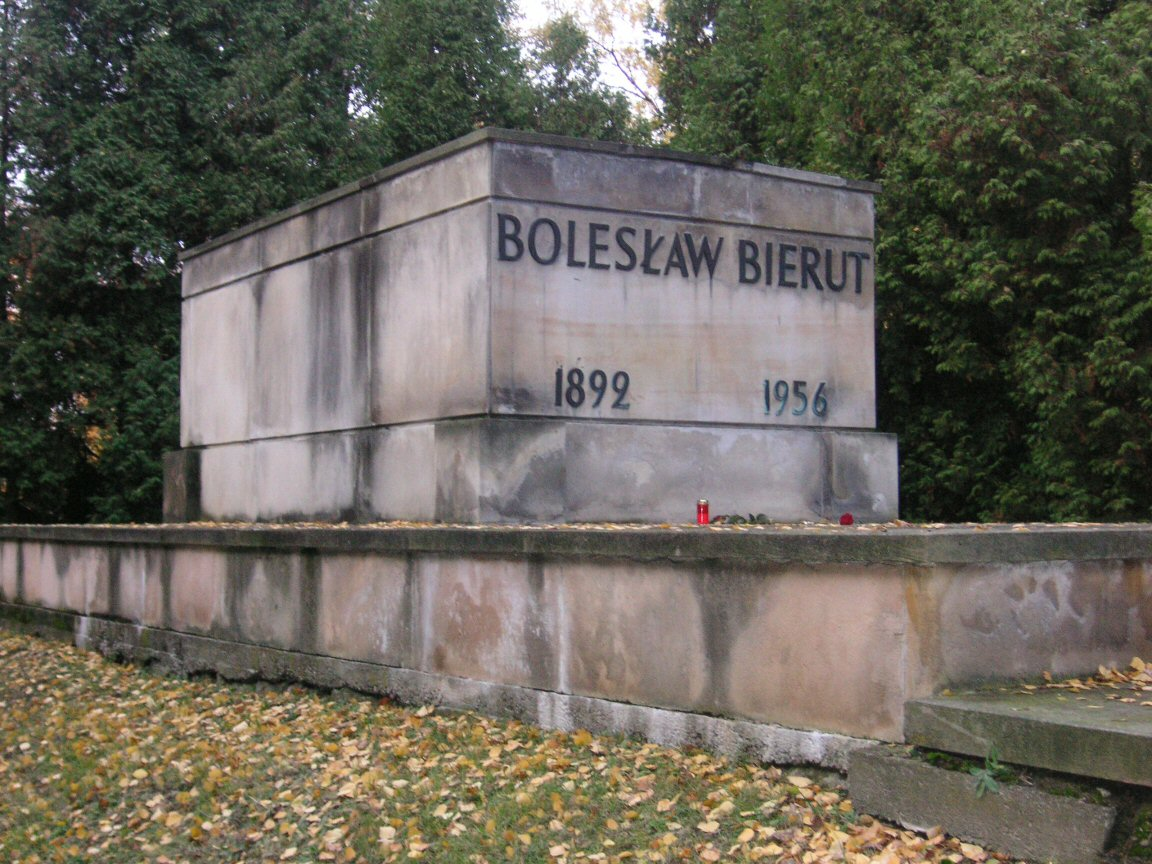
Місце поховання, кладовище Військові Повонзки, Варшава

У 1943—1944 — член Секретаріату, 1944—1956 — член Політбюро ЦК Польської робітничої партії. 1 січня 1944 р. обрано на голову Крайової Ради Народової, перебував на цьому пості до 4 лютого 1947 року.
21 липня 1944 створено Польський комітет національного визволення, що 31 грудня проголосив себе тимчасовим керівництвом.
У 1947—1952 р. — президент Польської Республіки (Польщі) й голова Державної Ради.
З вересня 1948  голова ЦК і Секретаріату ЦК.
У 1952—1954 р. — голова Ради Міністрів ПНР. З березня 1954 р. і до своєї смерті — перший секретар ПОРП.
З вересня 1948 — генеральний секретар ЦК ППР, з грудня 1948 — член Політбюро ЦК і голова ЦК Польської об'єднаної робітничої партії (ПОРП).
З березня 1954 р. — перший секретар ЦК ПОРП.
Був присутній як почесний гість на XX з'їзді КПРС. Після доповіді М. С. Хрущова «Про культ особистості та його наслідки» Берута розбив параліч, і він незабаром помер.

## Пам'ять
- Іменем Болеслава Берута названо вулицю в Мінську.